# Marcgraviat de Baden
El marcgraviat de Baden (alemany: Markgrafschaft Baden) fou un estat històric del Sacre Imperi Romanogermànic. Existia ja el 1122; el 1190 es va produir la primera partició, però l'estat va durar, amb diverses particions (principalment Baden-Baden i Baden-Durlach) fins al 1803 i sota altres títols fins al 1918. Les branques foren reunificades el 1771. El 1803 fou elevat a electorat i el 1806 a Gran Ducat.

## Història
El 1112 Herman II, fill de Herman I i net de Bertold I de Zähringen, fou el primer a portar el títol de marcgravi, governant el territori a l'entorn de Baden-Baden. Havia heretat la marca de Verona del seu pare i el seu centre de poder fou el castell d'Hodenhagen a Baden-Baden, estenent el seu poder al Neckar mitjà entorn de Backnang, Besigheim i territoris adquirits a l'alt Rin fins al 1219 connectats amb l'adquisició de Pforzheim procedent de l'herència d'Enric V. El seu fill Herman (III) i el net, igualment Herman (IV) van ampliar els territoris que vers el 1200 foren dividits en les línies de Baden-Baden i Baden-Hochberg; un segle després la segona es va dividir en les de Baden-Hochberg i Baden-Sausenberg.
Al segle xii i XIII van donar suport a la casa dels Hohenstaufen, i es van expandir per la zona de Backnang i Stuttgart, a l'àrea de Karlsruhe, al Murg i al Breisgau. La família de Baden-Baden va tenir èxit en ampliar els seus dominis i les seves línies es van reunir sota Bernat (1372-1431); el 1391, Bernat de Baden-Baden, que ja era un soldat de cert renom, va aconseguir el domini de diversos districtes incloent Baden-Hochberg, de la qual la família es va extingir el 1418. No obstant restava la branca de Baden-Sausenberg que no va retornar a la línia principal fins al 1503. Important per la consolidació del marcgraviat fou l'adquisició de la meitat dels territoris de Lahr i Mahlberg el 1442, que creava un lligam entre la part sud al Breisgau i la part nord a l'entorn de Baden-Baden. Progressivament Baden va esdevenir un estat important entre els dominis de la casa d'Habsburg a Breisgau i Ortenau i el ducat de Württemberg.
Durant el segle xv la guerra contra el comte palatí del Rin va privar al marcgravi Carles I (1453-1475) de part dels seus territoris, però les pèrdues foren compensades pel seu successor Cristòfol I (1475-1515): el 1503 va adquirir Baden-Sausenberg per extinció de la branca i va reunir tot Baden que no obstant va repartir el 1515 (no va morir fins al 1527) entre els seus tres fills que van formar tres línies: Baden-Baden, Baden-Sponheim, i Baden-Durlach. Felip de Baden-Sponheim va morir sense fills el 1533 i el seu domini es va repartir entre els altres dos, Bernat i Ernest, i el 1535 es va fer un nou repartiment originant les branques Baden-Baden i Baden-Pforzheim, si bé aquesta darrera va recuperar el nom de Baden-Durlach després de 1565. Es van produir noves divisions que van debilitar la família, debilitat accentuada per la rivalitat entre les dues principals branques fins a arribar a guerra oberta. Baden-Baden va estar en mans de Baden-Durlach del 1584 al 1622. Es barrejava en el conflicte les opcions pel cristianisme o el protestantisme que feien els marcgravis i la divisió va seguir durant la Guerra dels Trenta Anys, durant la qual les dues branques de la família van passar un temps a l'exili. El tractat de Westfàlia el 1648 va restaurar l'statu quo, i les rivalitats familiars es van esvair. Durant les guerra del regnat de Lluís XIV de França el marcgraviat fou assolat per les tropes franceses destacant en la resistència el marcgravi de Baden-Baden, Lluís Guillem (1677-1707). El 1771 August Jordi de Baden-Baden va morir sense fills i el va heretar Carles Frederic de Baden-Durlach, que així reunificava Baden.
Encara que des de 1771 només hi havia un governant a Baden, el territori no era compacte; el formaven un bon nombre de districtes separats a cada costat del Rin amb un total de 3.500 km². Carles Frederic que va pujar al tron sent un nen el 1738 i fou declarat major d'edat el 1746, fou el sobirà més notable de Baden; va adquirir territoris per donar unitat al seu domini, es va interessar pel desenvolupament de l'agricultura i el comerç, va millorar l'educació i la justícia, i fou considerat savi i liberal. La seva oportunitat d'engrandiment territorial va venir durant les guerres napoleòniques quan va esclatar la lluita entre França i Àustria el 1792; llavors Baden va combatre al costat d'Àustria i el seu país fou devastat i el 1796 va haver de pagar una indemnització i cedir els territoris de l'esquerra del Rin a França. Però la fortuna li va retornar i el 1803, en gran part mercès als bons oficis de l'emperador rus Alexandre I, va rebre el bisbat de Constança, part del Palatinat Renà i altres petits districtes, i la dignitat de príncep elector.

## Línies

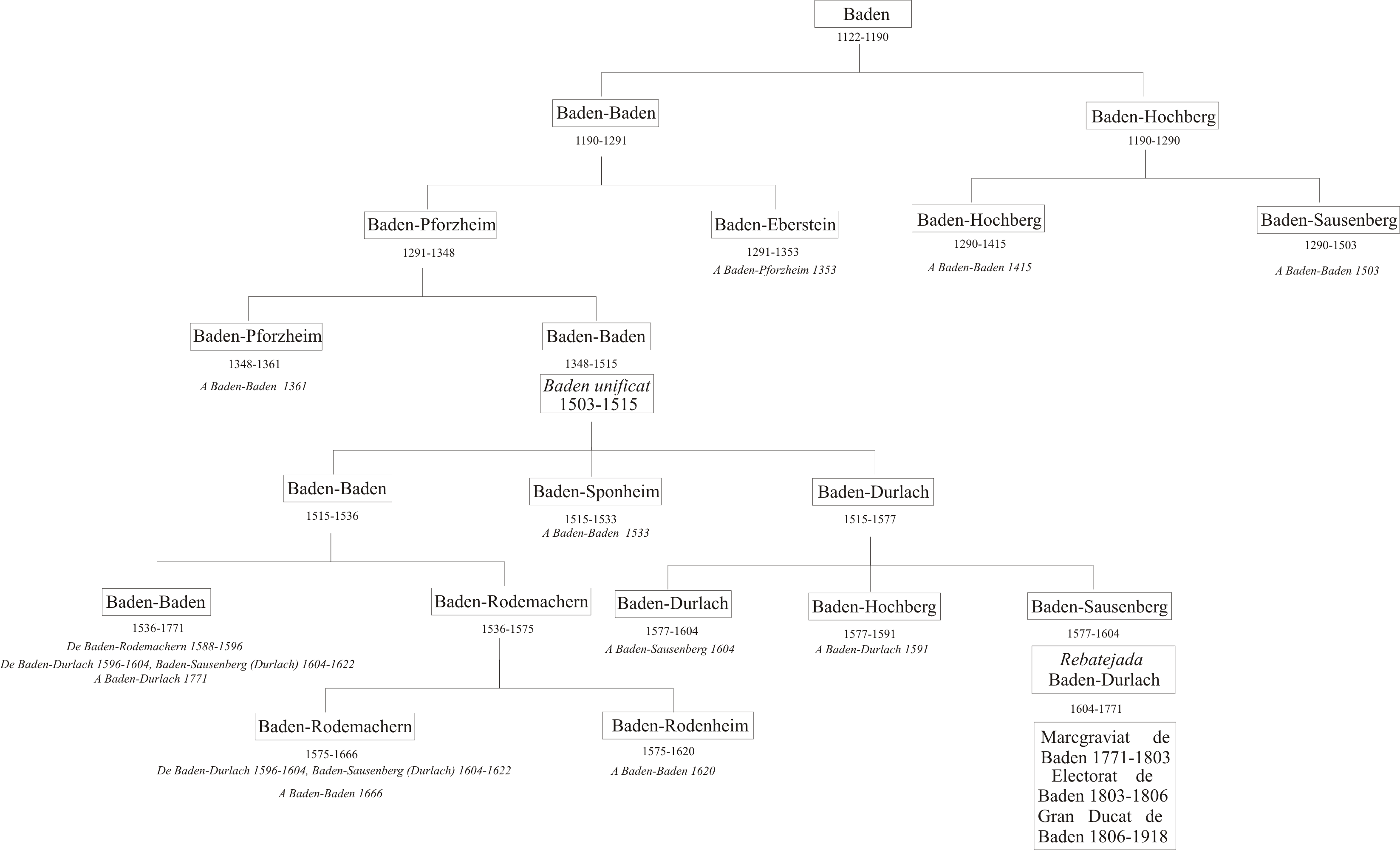
Línies de Baden

- Baden-Baden
- Baden-Durlach
- Baden-Eberstein
- Baden-Hochberg
- Baden-Pforzheim
- Baden-Rodemachern
- Baden-Rodenheim
- Baden-Sausenberg
- Baden-Sponheim

## Llista de marcgravis de Baden
- Bertold I el Barbut de Zähringen (1061 duc de Caríntia i marcgravi de Verona) 1061-1073 (+1077)
- Herman I (marquès/marcgravi de Verona) 1073-1074
- Herman II (adopta el títol de marcgravi de Baden el 1112) 1073-1130
- Herman III 1130-1160
- Herman IV 1160-1190
- Divisió entre Baden-Baden i Baden-Hochberg

## Sobirans (marcgravi, elector i grans ducs)
- Carles Frederic (marcgravi de Baden-Durlach 1738-1771, Elector 1803-1806; Gran duc 1806-1811) 1738-1811
- Carles 1811-1818
- Lluís I 1818-1830
- Leopold 1830-1852
- Lluís II 1852-1856
- Frederic I 1856-1907
- Frederic II 1907-1918 (+1928)